# Fußball-Club Augsburg 1907 2023-2024
Questa voce raccoglie le informazioni riguardanti il Fußball-Club Augsburg 1907 nelle competizioni ufficiali della stagione 2023-2024.

## Maglie e sponsor
| Casa | Trasferta |

## Rosa
Aggiornata al 21 marzo 2024 
 In corsivo i calciatori ceduti durante la stagione
| N. |                                 | Ruolo | Calciatore          |
| -- | ------------------------------- | ----- | ------------------- |
| 1  | Germania (bandiera)             | P     | Finn Dahmen         |
| 2  | Polonia (bandiera)              | D     | Robert Gumny        |
| 3  | Danimarca (bandiera)            | D     | Mads Pedersen       |
| 4  | Inghilterra (bandiera)          | D     | Reece Oxford        |
| 5  | Germania (bandiera)             | D     | Patric Pfeiffer     |
| 6  | Paesi Bassi (bandiera)          | D     | Jeffrey Gouweleeuw  |
| 7  | Croazia (bandiera)              | A     | Dion Drena Beljo    |
| 8  | Germania (bandiera)             | C     | Elvis Rexhbeçaj     |
| 9  | Bosnia ed Erzegovina (bandiera) | A     | Ermedin Demirović   |
| 10 | Germania (bandiera)             | C     | Arne Maier          |
| 11 | Germania (bandiera)             | A     | Mërgim Berisha      |
| 11 | Spagna (bandiera)               | C     | Pep Biel            |
| 14 | Giappone (bandiera)             | C     | Masaya Okugawa      |
| 16 | Svizzera (bandiera)             | A     | Ruben Vargas        |
| 17 | Croazia (bandiera)              | C     | Kristijan Jakić     |
| 18 | Germania (bandiera)             | C     | Tim Breithaupt      |
| 19 | Germania (bandiera)             | D     | Ohis Felix Uduokhai |
| 20 | Germania (bandiera)             | A     | Sven Michel         |

| N. |                        | Ruolo | Calciatore         |
| -- | ---------------------- | ----- | ------------------ |
| 21 | Germania (bandiera)    | A     | Phillip Tietz      |
| 22 | Brasile (bandiera)     | D     | Iago               |
| 23 | Germania (bandiera)    | D     | Maximilian Bauer   |
| 24 | Finlandia (bandiera)   | C     | Fredrik Jensen     |
| 26 | Danimarca (bandiera)   | D     | Frederik Winther   |
| 27 | Belgio (bandiera)      | C     | Arne Engels        |
| 30 | Germania (bandiera)    | C     | Niklas Dorsch      |
| 32 | Germania (bandiera)    | D     | Raphael Framberger |
| 33 | Polonia (bandiera)     | P     | Raphael Łubik      |
| 34 | Francia (bandiera)     | A     | Nathanaël Mbuku    |
| 36 | Germania (bandiera)    | C     | Mert Kömür         |
| 38 | Croazia (bandiera)     | D     | David Čolina       |
| 39 | Inghilterra (bandiera) | D     | Japhet Tanganga    |
| 40 | Rep. Ceca (bandiera)   | P     | Tomáš Koubek       |
| 42 | Germania (bandiera)    | D     | Aaron Zehnter      |
| 43 | Svizzera (bandiera)    | D     | Kevin Mbabu        |
| 48 | Francia (bandiera)     | A     | Irvin Cardona      |

## Calciomercato

### Sessione estiva
| Acquisti         | Acquisti           | Acquisti          | Acquisti                            |
| R.               | Nome               | da                | Modalità                            |
| ---------------- | ------------------ | ----------------- | ----------------------------------- |
| A                | Mërgim Berisha     | Fenerbahçe        | definitivo (riscatto) (4 milioni €) |
| C                | Tim Breithaupt     | Karlsruhe         | definitivo (2,5 milioni €)          |
| A                | Phillip Tietz      | Darmstadt         | definitivo (2,2 milioni €)          |
| A                | Sven Michel        | Union Berlino     | definitivo (950 mila €)             |
| D                | Patric Pfeiffer    | Darmstadt         | gratuito                            |
| A                | Masaya Okugawa     | Arminia Bielefeld | gratuito                            |
| P                | Finn Dahmen        | Magonza           | gratuito                            |
| D                | Japhet Tanganga    | Tottenham         | prestito                            |
| D                | Kevin Mbabu        | Fulham            | prestito                            |
| Altre operazioni |                    |                   |                                     |
| R.               | Nome               | da                | Modalità                            |
| A                | Ricardo Pepi       | Groningen         | fine prestito                       |
| A                | Maurice Malone     | Wolfsberger       | fine prestito                       |
| D                | Frederik Winther   | Brøndby           | fine prestito                       |
| D                | Raphael Framberger | Sandhausen        | fine prestito                       |
| D                | Lasse Günther      | Jahn Ratisbona    | fine prestito                       |
| D                | Jozo Stanić        | Varaždin          | fine prestito                       |
| D                | Felix Götze        | Rot-Weiss Essen   | fine prestito                       |
| D                | Henri Koudossou    | Austria Lustenau  | fine prestito                       |
| C                | Tim Civeja         | Ingolstadt 04     | fine prestito                       |

| Cessioni         | Cessioni              | Cessioni           | Cessioni                  |
| R.               | Nome                  | a                  | Modalità                  |
| ---------------- | --------------------- | ------------------ | ------------------------- |
| A                | Mërgim Berisha        | Hoffenheim         | definitivo (14 milioni €) |
| A                | Ricardo Pepi          | PSV                | definitivo (11 milioni €) |
| A                | Maurice Malone        | Basilea            | definitivo (2 milioni €)  |
| D                | Felix Götze           | Rot-Weiss Essen    | definitivo (100 mila €)   |
| D                | Rafał Gikiewicz       | Ankaragücü         | gratuito                  |
| P                | Benjamin Leneis       | Zwickau            | gratuito                  |
| A                | Noah Sarensen Bazee   | Arminia Bielefeld  | n.d.                      |
| C                | Tim Civeja            | Saarbrücken        | n.d.                      |
| D                | Lasse Günther         | Wehen              | prestito                  |
| P                | Daniel Klein          | Sandhausen         | prestito                  |
| D                | Henri Koudossou       | ADO Den Haag       | prestito                  |
| Altre operazioni |                       |                    |                           |
| R.               | Nome                  | da                 | Modalità                  |
| A                | André Hahn            |                    | ritiro                    |
| A                | Daniel Caligiuri      |                    | svincolato                |
| C                | Tobias Strobl         |                    | ritiro                    |
| C                | Julian Baumgartlinger |                    | ritiro                    |
| A                | Mërgim Berisha        | Fenerbahçe         | fine prestito             |
| A                | Kelvin Yeboah         | Genoa              | fine prestito             |
| C                | Renato Veiga          | Sporting Lisbona B | fine prestito             |

### Sessione invernale
| Acquisti         | Acquisti        | Acquisti              | Acquisti |
| R.               | Nome            | da                    | Modalità |
| ---------------- | --------------- | --------------------- | -------- |
| C                | Pep Biel        | Olympiacos            | prestito |
| C                | Kristijan Jakić | Eintracht Francoforte | prestito |
| Altre operazioni |                 |                       |          |
| R.               | Nome            | da                    | Modalità |

| Cessioni         | Cessioni           | Cessioni      | Cessioni      |
| R.               | Nome               | a             | Modalità      |
| ---------------- | ------------------ | ------------- | ------------- |
| C                | Aaron Zehnter      | Paderborn     | n.d.          |
| A                | Masaya Okugawa     | Amburgo       | fine prestito |
| A                | Irvin Cardona      | Saint-Étienne | fine prestito |
| A                | Nathanaël Mbuku    | Saint-Étienne | fine prestito |
| D                | David Čolina       | Vejle         | fine prestito |
| D                | Raphael Framberger | Estoril Praia | prestito      |
| D                | Japhet Tanganga    | Tottenham     | fine prestito |
| Altre operazioni |                    |               |               |
| R.               | Nome               | da            | Modalità      |

## Risultati

### Bundesliga

#### Girone di andata
| Arbitro: | Schlager (Hügelsheim) |

|                                                           |           |                                                    |
| Rexhbeçaj 29’ Bauer 41’ Michel 45+7’ (rig.) R. Vargas 76’ | Marcatori | 13’ Itakura 27’, 90+7’ (rig.) Čvančara 37’ Ngoumou |

| Arbitro: | Siebert (Berlino) |

|                                          |           |           |
| Uduokhai 32’ (aut.) Kane 40’ (rig.), 69’ | Marcatori | 86’ Beljo |

| Arbitro: | Petersen (Stoccarda) |

|                         |           |                  |
| Beljo 35’ Demirović 62’ | Marcatori | 45+3’, 64’ Asano |

| Arbitro: | Sascha Stegemann (Niederkassel) |

|                                    |           |  |
| Xavi Simons 11’ Openda 7’ Raum 27’ | Marcatori |  |

| Arbitro: | Fritz (Korb) |

|                    |           |            |
| Demirović 15’, 45’ | Marcatori | 6’ Ajorque |

| Arbitro: | Osmers (Hannover) |

|                              |           |  |
| Grifo 5’ (rig.) Lienhart 56’ | Marcatori |  |

| Arbitro: | Aytekin (Oberasbach) |

|               |           |                             |
| Demirović 86’ | Marcatori | 52’ Skarke 70’ (rig.) Kempe |

| Arbitro: | Stieler (Amburgo) |

|                           |           |                                                                        |
| Kleindienst 17’ Beste 18’ | Marcatori | 29’ Tietz 41’ Pedersen 42’ Demirović 64’ Uduokhai 88’ (rig.) Rexhbeçaj |

| Arbitro: | Schlager |

|                                         |           |                           |
| Tietz 17’ Bornauw 79’ (aut.) Engels 81’ | Marcatori | 35’ Wind 45’ (rig.) Majer |

| Arbitro: | Dingert (Lebecksmühle) |

|           |           |           |
| Maina 16’ | Marcatori | 25’ Tietz |

| Arbitro: | Brych (Monaco di Baviera) |

|               |           |              |
| Demirović 53’ | Marcatori | 29’ Weghorst |

| Arbitro: | Florian Badstübner (Norimberga) |

|             |           |                      |
| Volland 88’ | Marcatori | 39’ (rig.) Demirović |

| Arbitro: | Osmers (Hannover) |

|                     |           |                   |
| Jensen 35’ Iago 58’ | Marcatori | 78’ (aut.) Dahmen |

| Arbitro: | Stegemann (Niederkassel) |

|                       |           |  |
| Stark 39’ Ducksch 65’ | Marcatori |  |

| Arbitro: | Jöllenbeck (Friburgo in Brisgovia) |

|               |           |           |
| Demirović 23’ | Marcatori | 35’ Malen |

| Arbitro: | Siebert (Berlino) |

|                                      |           |  |
| Undav 18’ Guirassy 45+1’ Führich 69’ | Marcatori |  |

| Arbitro: | Jablonski (Brema) |

|  |           |                |
|  | Marcatori | 90+4’ Palacios |

#### Girone di ritorno
| Arbitro: | Petersen (Stoccarda) |

|                |           |                      |
| Siebatcheu 26’ | Marcatori | 47’ Tietz 51’ Engels |

| Arbitro: | Dingert (Lebecksmühle) |

|                             |           |                                    |
| Demirović 52’, 90+4’ (rig.) | Marcatori | 23’ Pavlović 45+5’ Davies 58’ Kane |

| Arbitro: | Ittrich (Amburgo) |

|                 |           |                        |
| Broschinski 33’ | Marcatori | 90+1’ (rig.) Demirović |

| Arbitro: | Brand (Unterspiesheim) |

|                         |           |                      |
| Tietz 35’ Demirović 60’ | Marcatori | 39’ Openda 52’ Šeško |

| Arbitro: | Reichel (Stoccarda) |

|                  |           |  |
| Van den Berg 44’ | Marcatori |  |

| Arbitro: | Dankert (Rostock) |

|                         |           |                  |
| Uduokhai 72’ Engels 81’ | Marcatori | 19’ (rig.) Grifo |

| Arbitro: | Zwayer (Berlino) |

|  |           |                                                           |
|  | Marcatori | 2’, 84’ Tietz 12’ Jensen 20’, 29’ Demirović 25’ R. Vargas |

| Arbitro: | Willenborg (Osnabrück) |

|                |           |  |
| Gouweleeuw 22’ | Marcatori |  |

| Arbitro: | Gerach (Landau in der Pfalz) |

|           |           |                            |
| Wimmer 9’ | Marcatori | 45+2’ Maier 61’, 79’ Jakić |

| Arbitro: | Storks (Ramsdorf) |

|           |           |           |
| Maier 18’ | Marcatori | 33’ Selke |

| Arbitro: | Exner (Munster) |

|                                     |           |               |
| Weghorst 17’ Kramarić 20’ Bebou 90’ | Marcatori | 61’ Demirović |

| Arbitro: | Stieler (Amburgo) |

|                      |           |  |
| Tietz 47’ Michel 81’ | Marcatori |  |

| Arbitro: | Petersen (Stoccarda) |

|                                       |           |               |
| Chaïbi 55’ Ekitike 61’ Marmoush 90+5’ | Marcatori | 13’ R. Vargas |

| Arbitro: | Welz (Wiesbaden) |

|  |           |                                         |
|  | Marcatori | 52’ Schmid 61’ (rig.) Ducksch 90’ Deman |

| Arbitro: | Schröder (Hannover) |

|                                                  |           |               |
| Moukoko 4’, 29’ Malen 20’ Reus 34’ F. Nmecha 64’ | Marcatori | 32’ R. Vargas |

| Arbitro: | Ittrich (Amburgo) |

|  |           |              |
|  | Marcatori | 48’ Guirassy |

| Arbitro: | Jöllenbeck (Friburgo in Brisgovia) |

|                          |           |           |
| Boniface 12’ Andrich 27’ | Marcatori | 62’ Kömür |

### DFB-Pokal
| Arbitro: | Gerach (Landau in der Pfalz) |

|                          |           |  |
| Fetsch 29’ Mashigo 90+4’ | Marcatori |  |

## Statistiche finali

### Statistiche di squadra
| Competizione      | Punti | In casa | In casa | In casa | In casa | In casa | In casa | In trasferta | In trasferta | In trasferta | In trasferta | In trasferta | In trasferta | Totale | Totale | Totale | Totale | Totale | Totale | D.R. |
| Competizione      | Punti | G       | V       | N       | P       | Gf      | Gs      | G            | V            | N            | P            | Gf           | Gs           | G      | V      | N      | P      | Gf     | Gs     | D.R. |
| ----------------- | ----- | ------- | ------- | ------- | ------- | ------- | ------- | ------------ | ------------ | ------------ | ------------ | ------------ | ------------ | ------ | ------ | ------ | ------ | ------ | ------ | ---- |
| Bundesliga        | 39    | 17      | 6       | 6       | 5       | 26      | 26      | 17           | 4            | 3            | 10           | 24           | 33           | 34     | 10     | 9      | 15     | 50     | 59     | -9   |
| Coppa di Germania | -     | -       | -       | -       | -       | -       | -       | 1            | 0            | 0            | 1            | 0            | 2            | 1      | 0      | 0      | 1      | 0      | 2      | -2   |
| Totale            | -     | 17      | 6       | 6       | 5       | 26      | 26      | 18           | 4            | 3            | 11           | 24           | 35           | 35     | 10     | 9      | 16     | 50     | 61     | -11  |

### Andamento in campionato
| Giornata  | 1 | 2  | 3  | 4  | 5  | 6  | 7  | 8  | 9  | 10 | 11 | 12 | 13 | 14 | 15 | 16 | 17 | 18 | 19 | 20 | 21 | 22 | 23 | 24 | 25 | 26 | 27 | 28 | 29 | 30 | 31 | 32 | 33 | 34 |
| --------- | - | -- | -- | -- | -- | -- | -- | -- | -- | -- | -- | -- | -- | -- | -- | -- | -- | -- | -- | -- | -- | -- | -- | -- | -- | -- | -- | -- | -- | -- | -- | -- | -- | -- |
| Luogo     | C | T  | C  | T  | C  | T  | C  | T  | C  | T  | C  | T  | C  | T  | C  | T  | C  | T  | C  | T  | C  | T  | C  | T  | C  | T  | C  | T  | C  | T  | C  | T  | C  | T  |
| Risultato | N | P  | N  | P  | V  | P  | P  | V  | V  | N  | N  | N  | V  | P  | N  | P  | P  | V  | P  | N  | N  | P  | V  | V  | V  | V  | N  | P  | V  | P  | P  | P  | P  | P  |
| Posizione | 9 | 11 | 12 | 15 | 12 | 14 | 15 | 10 | 10 | 10 | 10 | 10 | 9  | 9  | 10 | 11 | 12 | 10 | 13 | 12 | 11 | 14 | 11 | 10 | 9  | 7  | 7  | 7  | 7  | 8  | 8  | 9  | 10 | 11 |

Legenda:

Luogo: C = Casa; T = Trasferta. Risultato: V = Vittoria; N = Pareggio; P = Sconfitta.